# Arrows A10
O A10/A10B é o modelo da Arrows das temporadas de 1987 e 1988 da F1. Condutores: Derek Warwick e Eddie Cheever.

## Resultados[1][2]
(legenda)
| Ano  | Chassi | Motor                    | Pneus | N° | Pilotos       | 1   | 2   | 3   | 4   | 5   | 6   | 7   | 8   | 9   | 10  | 11  | 12  | 13  | 14  | 15  | 16  | Pontos | Posição |  |
| ---- | ------ | ------------------------ | ----- | -- | ------------- | --- | --- | --- | --- | --- | --- | --- | --- | --- | --- | --- | --- | --- | --- | --- | --- | ------ | ------- |  |
|      |        |                          |       |    |               |     |     |     |     |     |     |     |     |     |     |     |     |     |     |     |     |        |         |  |
|      |        |                          |       |    |               | BRA | SMR | BEL | MON | USE | FRA | GBR | GER | HUN | AUT | ITA | POR | ESP | MEX | JAP | AUS |        |         |  |
| 1987 | A10    | Megatron M12/13 L4 turbo | G     | 17 | Derek Warwick | Ret | 11† | Ret | Ret | Ret | Ret | 5   | Ret | 6   | Ret | Ret | 13  | 10  | Ret | 10  | Ret | 11     | 7º      |  |
| 1987 | A10    | Megatron M12/13 L4 turbo | G     | 18 | Eddie Cheever | Ret | Ret | 4   | Ret | 6   | Ret | Ret | Ret | 8   | Ret | Ret | 6   | 8†  | 4   | 9†  | Ret | 11     | 7º      |  |
|      |        |                          |       |    |               |     |     |     |     |     |     |     |     |     |     |     |     |     |     |     |     |        |         |  |
|      |        |                          |       |    |               | BRA | SMR | MON | MEX | CAN | USE | FRA | GBR | GER | HUN | BEL | ITA | POR | ESP | JAP | AUS |        |         |  |
| 1988 | A10B   | Megatron M12/13 L4 turbo | G     | 17 | Derek Warwick | 4   | 9   | 4   | 5   | 7   | Ret | Ret | 6   | 7   | Ret | 5   | 4   | 4   | Ret | Ret | Ret | 23     | 5º      |  |
| 1988 | A10B   | Megatron M12/13 L4 turbo | G     | 18 | Eddie Cheever | 8   | 7   | Ret | 6   | Ret | Ret | 11  | 7   | 10  | Ret | 6   | 3   | Ret | Ret | Ret | Ret | 23     | 5º      |  |

† Completou mais de 90% da distância da corrida.